# 小熊のベア部屋
『小熊のベア部屋』（おぐまのべあべや）は、火曜日1:29 - 1:44（月曜日深夜、JST）に日本テレビで放送されていたバラエティ番組である。2009年4月2日から10月1日までは木曜日1:44 - 1:59（水曜日深夜）に放送されていた。2010年8月24日に放送終了。後番組は『iCon』。

## 内容
- 小熊美香にとって初の冠番組である。小熊が「ハイパーメディアアナウンサー」になるべく、ゲストとのトークや潜入レポートなどにチャレンジし修行していく様子が放送される。

モバイルサイトにより視聴者からの投票を募る企画も行われている。地上波での放送終了後には本編と未公開の反省会動画が第2日本テレビで全編配信される。
また、番組で告知され次第、小熊のオリジナルコンテンツがケータイからダウンロード出来る。

## 暗記生ナレ
- 番組前半にゲストを迎え、プロフィールを暗記して披露する「暗記生ナレ」というコーナーがある。

ゲストの生年月日、血液型、出身地、経歴（歌手の場合はヒット曲、役者さんは出演作品、芸人はヒットギャグ、ものまねレパートリーなど）を覚え、何も見ないで間違えないように紹介していくというもの。
中には言葉を覚え間違えたり、肝心なことが抜けていたりすることがある。
- 2009年8月13日放送分ではゲストにモーニング娘。（亀井絵里、久住小春、光井愛佳、ジュンジュン）を迎えたとき、今まで発表された全40枚のシングルのタイトルまで覚えるという無謀な賭けに出たが、結局途中で思い出せなくなってしまい番組初のギブアップとなってしまった。罰ゲームとしてモー娘。に入りたいと願う女の子の気持ちになってオーディションを受けることになった。

## 出演者
ダベア以外、日本テレビアナウンサー（出演当時も含む）。

### 司会者
- 小熊美香
- ダベア（日テレのマスコットキャラクター）※2009年5月28日、スタジオ初登場

### ナレーター
- 蛯原哲
- 藤田大介
- 桝太一
- 青木源太
- 加藤聡
- 辻岡義堂

## スタッフ
- 構成：今関ちなつ
- TP：佐々木賢
- 音声：上野保
- 照明：小川勉
- 美術：松崎純一、田澤奈津美
- ヘアメイク：go（WATS）
- 技術協力：NiTRO
- 美術協力：日テレアート
- 編集：近藤裕彦
- MA：赤羽充
- 音効：平澤亜希
- タイトルデザイン：内河絵美
- 広報：松榮大
- デスク：織茂由起子
- ホームページ：新津沙央理
- ディレクター：今井大輔、渡辺健太郎、高橋正昭、萩原哲也
- プロデューサー：原浩生、中島大輔
- 制作協力：AX-ON、4Cast.co.jp、ゴッドキッズ
- 総合演出／プロデューサー：尾高賢哉
- チーフプロデューサー：若井真介
- 製作著作：日本テレビ